# Stadionlopp

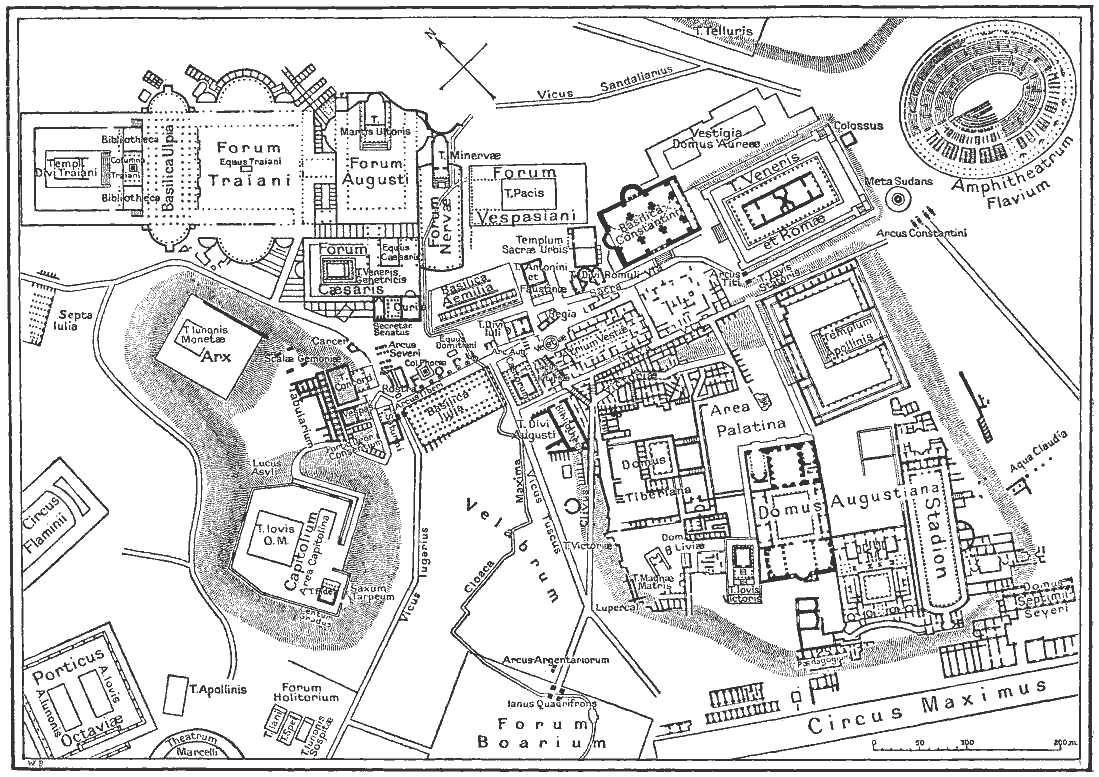
Karta över centrala Rom under romartiden, Stadion ligger till höger

Stadionlopp var en antik löpgren, den ingick i Olympiska spelen och de andra Panhellenska spelen. 
Den döptes efter byggnaden som den utfördes i, även den kallad stadion. Ordet blev stadium på Latin, vilket sedan blev det engelska ordet stadium. Det fanns andra löpgrenar men stadion var den mest prestigefyllda; vinnaren ansågs många gånger vara vinnaren av hela Spelen. Stadion ingick även som en gren i Antik femkamp.
Vid de Olympiska spelen var Stadion (byggnaden) tillräckligt stor för att tjugo tävlande skulle kunna delta, loppet var på 180 meter.  Loppet startade med en trumpetstöt, med funktionärer  (agonothetai) vid starten för att se till att ingen tjuvstartade. Det fanns även funktionärer vid målgången för att avgöra vem som vann och att se till att fusk inte förekom (om funktionärerna bestämde att loppet var oavgjort sprang man om det). Löparna startade stående, antagligen med armarna utsträckta rakt fram, inte som dagens löpare som kryper ihop vid starten. De sprang nakna på en bana av packad jord.
Vinnaren av stadionloppet vid de första Olympiska spelen hette Coroebus från Elis.
Tävlingen gav namn åt längdenheten ; se Stadia.